# Chun Kwang Young
Chun Kwang Young est un artiste sud-coréen né en 1944 à Hongcheon.

## Carrière
Chun Kwang Young est diplômé d'art de l'université Hongik de Séoul en 1968. Il poursuit ses études aux États-Unis et reçoit son MFA de l'université des arts de Philadelphie en 1971. Alors qu'il étudie en Occident, Chun est profondément influencé par l'expressionnisme abstrait. Au début de sa carrière artistique, il se concentre sur la peinture avant la découverte du papier coréen de mûrier en 1995. 
Sa carrière artistique couvre aujourd'hui plus de cinquante ans et il a été exposé dans de nombreux musées et galeries internationaux notamment au Mori Arts Center Gallery (Tokyo); le Musée national d'art contemporain (Séoul); The Aldrich Contemporary Art Museum (Connecticut); Columbus Museum (Georgia); Musée national d'art contemporain (Gwacheon); Bangladesh Shilpakala Academy, Bangladesh. L'artiste s'est vu décerner de multiples prix et récompenses. Il a été nommé artiste de l’année par le Musée national d'art contemporain de Séoul en 2001. En 2009, il a reçu le Prix présidentiel par le Ministère de la Culture, des Sports et du Tourisme de Corée. 
Son œuvre est également présente dans les collections des Victoria & Albert Museum (Royaume-Uni), The Seoul National University Museum of Art (Séoul),  Museum Kunstwerk (Allemagne), Woodrow Wilson International Center, (Washington D.C); Malta National Museum (Malta) et le musée métropolitain d'art de Busan; La biennale d'art de Venise 2022. L'artiste vit et travaille en Corée.

## Aggregations
Dans les Aggregations de Chun Kwang Young, chaque triangle enferme un composant sémantique indépendant, une unité d’information. L’imbrication de ces structures dégage une systémique forte dont les frontières physiques traduisent une confrontation insolvable entre espoirs et réalité, consommation de masse et pauvreté, rêve américain et valeurs traditionnelles asiatiques… Ces antinomies marquent profondément l’artiste qui n’a cesse de se remémorer l’idylle américaine et ses excès. À première vue, le détail parait insignifiant dans l’œuvre de Chun mais c’est au cœur même des triangles que réside l’énergie des agrégations. Composant des paysages aux couleurs, reliefs et volumes différents, les formes s’accumulent méthodiquement dans un souci épistémologique permanent. L’artiste tisse une cartographie de relations, un labyrinthe de vérités menant à la dichotomie du choix : harmonie ou conflit. En effet, le sens n’est pas à chercher dans l’unicité d’un triangle. Il n’est d’ailleurs pas même lisible puisque les caractères chinois et coréens contenus dans chaque forme se replient sur eux-mêmes échappant à la compréhension. Le message émerge de l’agrégation, d’où l’importance du titre de l’œuvre. L’artiste procède par voie expérimentale et se fie au hasard, aux coïncidences ou à l’intuition en plaçant une idée à côté d’une autre pour en analyser le résultat. Les différentes couches d’interprétation forment alors un réseau saturé de sens. 

## Expositions personnelles récentes
2017
- Museum De Reede, Anvers

2013
- Art Plural Gallery, Singapour [5],[6]
- Museum of Seoul National University, Séoul
- Gallery Hyundai, Séoul

2012 
- Hasted Kraeutler Gallery, New York
- Towson University Asian Art Center, Maryland
- Lynchburg College Daura Gallery, Virginia

2011 
- Knoxville Museum of Art, Tennessee
- Gallery Hyundai, Seoul
- Conny Dietzschold Gallery, Sydney

2009 
- Mori Arts Center, Tokyo, Japon
- University of Wyoming Art Museum, Laramie, Wyoming
- Singapore Tyler Print Institute, Singapour
- The Columns Gallery, Séoul

2008 
- The Aldrich Contemporary Art Museum, Ridgefield, États-Unis
- Robert Miller Gallery, New York

2006
- Kim Foster Gallery, New York
- Michelle Rosenfeld Gallery, New York
- Singapore Tyler Print Institute, Singapour
- Annely Juda Fine Art, Londres

2005 
- Kukje Gallery, Séoul

2004 
- Kim Foster Gallery, New York
- Michelle Rosenfeld Gallery, New York

2003 
- Conny Dietzschold Gallery, Sydney
- Newcontemporaries, Sydney

2002 
- Columbus Museum, Columbus, Georgia
- Kim Foster Gallery, New York
- Michelle Rosenfeld Gallery, New York
- Kukje Gallery, Séoul

2001 
- The Artist of this year, Musée national d'art contemporain, Séoul

2000 
- Michelle Rosenfeld Gallery, New York
- Comemenoz Gallery, Key Biscayne, FL
- Kim Foster Gallery, New York